# Eunidia lubumbashii
Eunidia lubumbashii là một loài bọ cánh cứng trong họ Cerambycidae.